# 마패와 검
마패와 검은 한국에서 제작된 유심평 감독의 1963년 영화이다. 김진규 등이 주연으로 출연하였고 이만수 등이 제작에 참여하였다.

## 출연

### 주연
- 김진규
- 박암
- 도금봉
- 주선태

## 제작진
- 조명: 이영수
- 미술: 박석인